# Mandirola ichthyostoma
Mandirola ichthyostoma är en tvåhjärtbladig växtart som först beskrevs av George Gardner, och fick sitt nu gällande namn av Berthold Carl Seemann och Johannes von Hanstein. Mandirola ichthyostoma ingår i släktet Mandirola och familjen Gesneriaceae. Inga underarter finns listade i Catalogue of Life.

## Bildgalleri

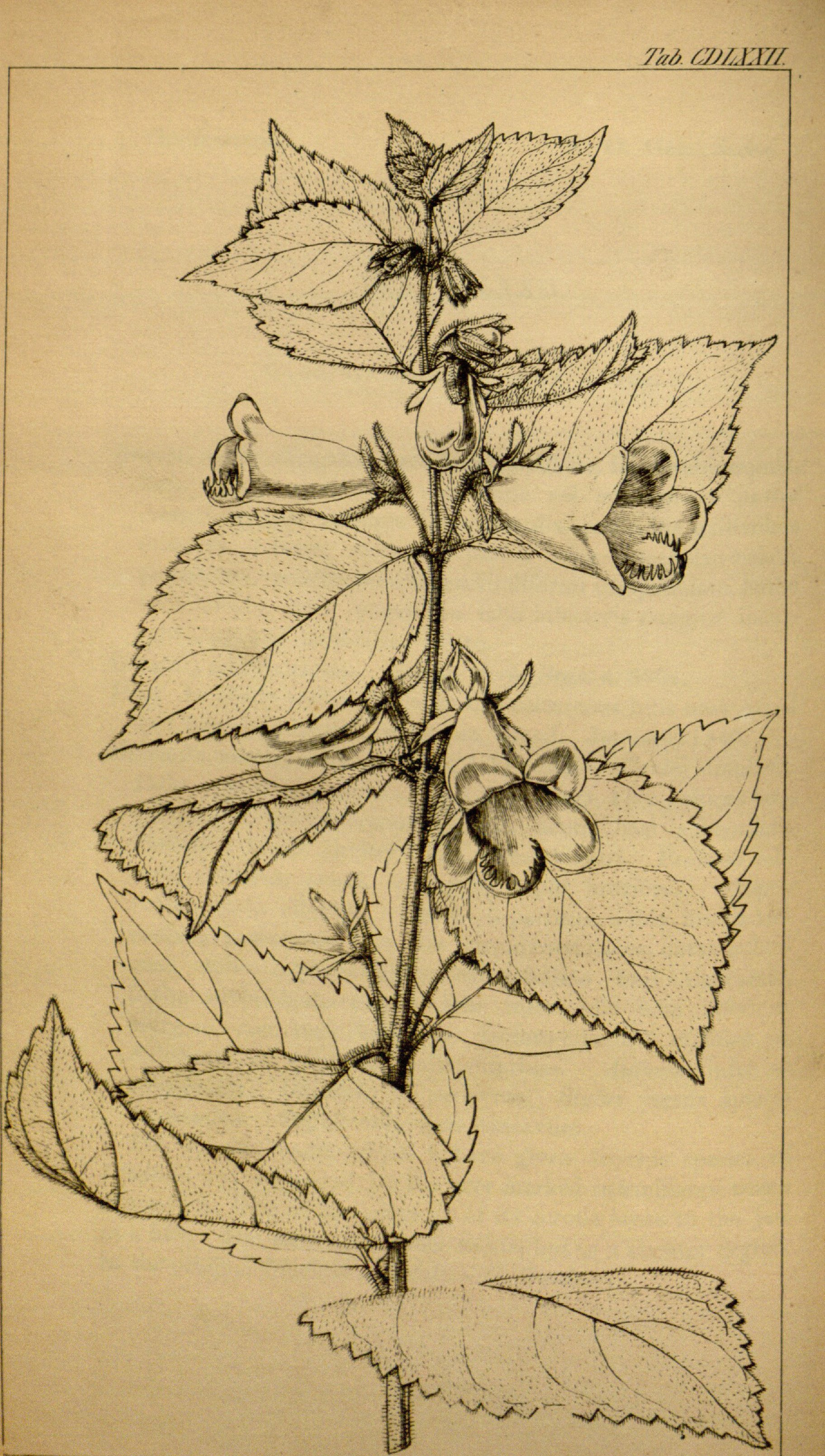